# Abercrombie River (Fluss)
Der Abercrombie River ist ein Fluss in der Mitte des australischen Bundesstaates New South Wales.

## Verlauf
Er entspringt an den Südhängen des Mount Werong im Südwesten des Kanangra-Boyd-Nationalparks, fließt nach Westen, mündet bei Cowra in den Lake Wyangala und damit in den Lachlan River.
Der 130 km lange Fluss durchfließt privates Land ebenso wie dem Abercrombie-River-Nationalpark und bietet Lebensraum für das Schnabeltier und die Goldbauch-Schwimmratte. Die Straße von Goulburn nach Oberon überquert den Fluss in der engen Abercrombie-Klamm. 

## Geschichte
Die ersten Einwohner des Landes an den Flussufern waren die Aborigines des Wiradjuri- oder Gundungara-Stammes, die den Abercrombie River wohl als Handelsroute nutzten.
Der erste Europäer, der den Wasserlauf entdeckte, war am 5. Mai 1819 Charles Throsby, als er eine Expedition von Sydney aus in das westliche Zentrum von New South Wales unternahm. Gold wurde in und am Fluss 1851 entdeckt und führte zu einem kleinen Goldrausch, der aber durch die Unzugänglichkeit des Landes und den teilweise tiefen Flusslauf behindert wurde. Frühe Goldsucher fanden bis zu 3 Unzen Gold pro Tag am Fluss und 1862 gab es schon 40–50 Goldsuchergruppen am Milburne Creek, einem nahegelegenen, kleinen Nebenfluss des Lachlan River.